# Luis Fernando Álvarez
Luis Fernando Álvarez (Caracas, Venezuela 28 de diciembre de 1901 - 24 de octubre de 1952) fue un escritor, poeta y diplomático venezolano.
Se lo tiene por un destacado poeta surrealista de habla hispana, y su poesía se destaca por una recurrente referencia a la muerte.
Trabajo como periodista, siendo redactor del periódico Crítica y director de la revista Fomento. Participó en diversos círculos literarios de Venezuela. Fue miembro fundador del Grupo Viernes donde presentó sus trabajos de poesía surrealista. En el Grupo Viernes se dieron cita jóvenes poetas venezolanos entre los que se cuentan Ángel Miguel Queremel, José Ramón Heredia, Pablo Rojas Guardia, Otto De Sola y Vicente Gerbasi.
Fue diplomático al servicio del gobierno de Venezuela. En esta faceta residió en Filipinas, Honduras y Costa Rica.
Su poesía quedó marcada por el desarrollo de la Primera Guerra Mundial y su impacto en la conciencia de la humanidad y su destino lúgubre. Su obsesión para con la muerte, y los diversos contextos y temáticas que rodean al ser humano, lo convierten en voz de la angustia existencial del ser humano, mirando azorado un paisaje hostil y de desolación.

## Obras
Entre sus libros de poemas se destacan:
- Va y ven (Caracas: Cooperativa de Arte Gráficas, 1936)
- Recital (Caracas: Publicaciones del "Grupo Viernes", 1939),
- Portafolio del navío desmantelado (Caracas: Publicaciones del "Grupo Viernes", 1940),
- Soledad contigo (Caracas: Publicaciones del "Grupo Viernes", 1940),
- Vísperas de la muerte (Caracas: Publicaciones del "Grupo Viernes", 1940),
- Poeta, nube e hijos (Caracas: Editorial Elite, 1941).